# US Sassuolo

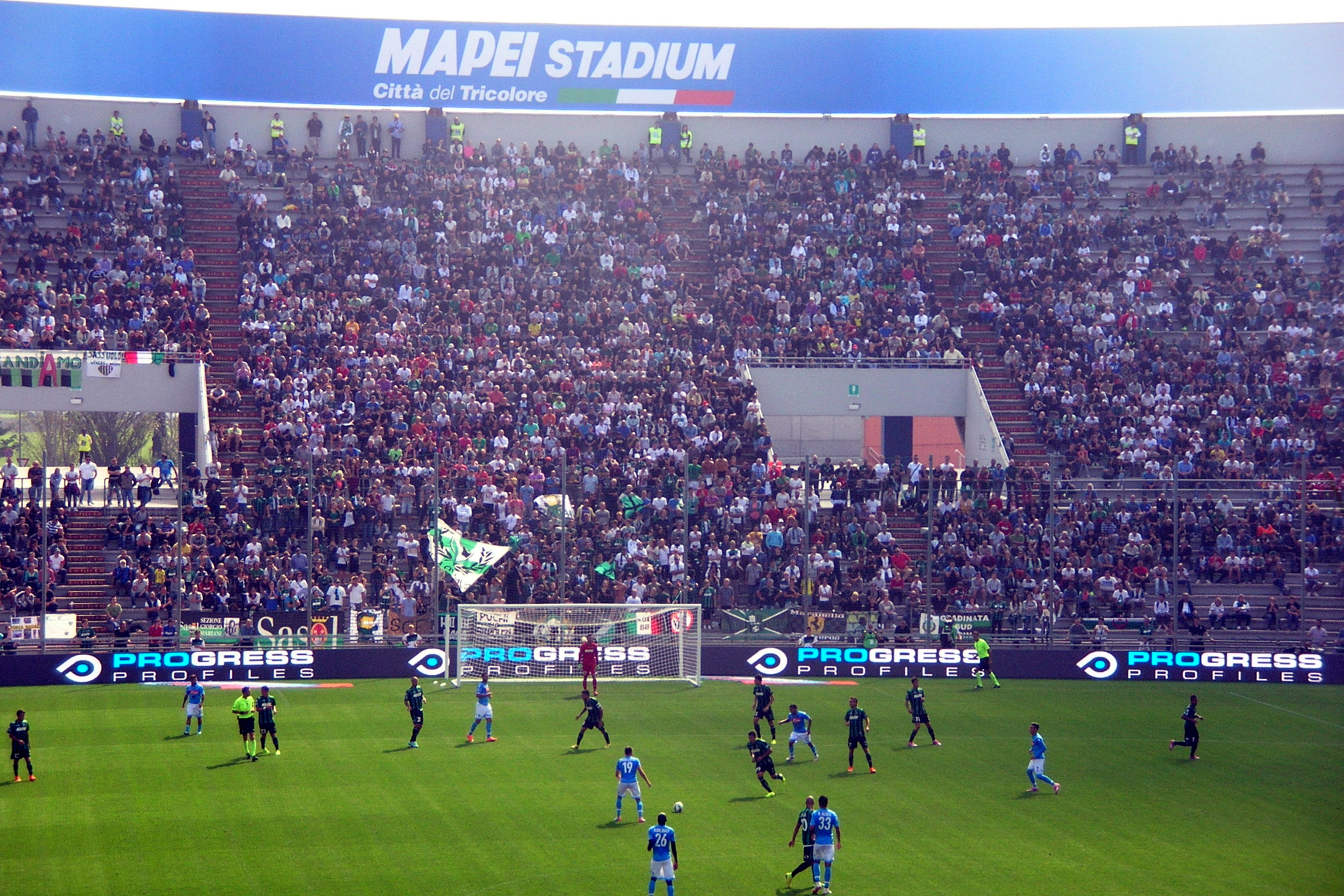
US Sassuolo tegen Napoli, 2014-2015

US Sassuolo Calcio is een in 1920 opgerichte voetbalclub uit Sassuolo, een gemeente in de Italiaanse provincie Modena (regio Emilia-Romagna). De clubkleuren zijn groen-zwart. Het dwong in het seizoen 2012/13 voor het eerst in de clubhistorie promotie naar de Serie A af. Daarvoor speelde het vier seizoenen in de Serie B, de Italiaanse tweede klasse.
In het seizoen 2007/08 werd Sassuolo kampioen in de Serie C1 en promoveerde zodoende naar de Serie B. In 2012/13 volgde promotie naar de hoogste afdeling, nadat de club onder leiding van trainer-coach Eusebio Di Francesco kampioen werd in de Serie B, met drie punten voorsprong op de nummer twee Hellas Verona. Sassuolo eindigde het seizoen 2015/16 op de zesde plaats in de Serie A en kwalificeerde zich daarmee voor het eerst in de clubhistorie voor Europees voetbal, in de UEFA Europa League.
Op maandag 27 november 2017 nam de clubleiding van Sassuolo afscheid van coach Cristian Bucchi. Aanleiding waren de magere resultaten. Hij werd vervangen door Giuseppe Iachini. Bucchi was amper een half jaar werkzaam bij de club. Sassuolo, de werkgever van de Nederlandse verdediger Timo Letschert, was op dat moment met elf punten uit veertien wedstrijden de nummer zestien van Italië in de Serie A.

## Erelijst
- Serie B

2013; 2025
- Serie C1

2008

## Overzichtslijsten

### Eindklasseringen
- 1946 9e
n4
- 1947 11e
n4
- 1948 8e
n4
- 1949 3e
n4
- 1950 6e
n4
- 1951 2e
n4
- 1952 5e
n4
- 1953 10e
n5
- 1954 5e
n5
- 1955 12e
n5
- 1956 3e
n5
- 1957 2e
n5
- 1958 16e
n4
- 1959 8e
n5
- 1960 3e
n5
- 1961 12e
n5
- 1962 4e
n5
- 1963 6e
n5
- 1964 11e
n5
- 1965 2e
n5
- 1966 3e
n5
- 1967 2e
n5
- 1968 1e
n5
- 1969 6e
Serie D
- 1970 10e
Serie D
- 1971 15e
Serie D
- 1972 14e
Serie D
- 1973 18e
Serie D
- 1974 6e
n5
- 1975 8e
Serie D
- 1976 16e
Serie D
- 1977 1e
n5
- 1978 14e
Serie D
- 1979 18e
Serie D
- 1980 4e
n6
- 1981 1e
n6
- 1982 6e
n5
- 1983 8e
n5
- 1984 1e
n5
- 1985 6e
Serie C2
- 1986 14e
Serie C2
- 1987 13e
Serie C2
- 1988 16e
Serie C2
- 1989 5e
Serie C2
- 1990 16e
Serie C2
- 1991 8e
n5
- 1992 7e
n5
- 1993 6e
n5
- 1994 5e
n5
- 1995 7e
n5
- 1996 6e
n5
- 1997 13e
n5
- 1998 2e
n5
- 1999 10e
Serie C2
- 2000 10e
Serie C2
- 2001 12e
Serie C2
- 2002 16e
Serie C2
- 2003 17e
Serie C2
- 2004 17e
Serie C2
- 2005 5e
Serie C2
- 2006 2e
Serie C2
- 2007 2e
Serie C1
- 2008 1e
Serie C1
- 2009 7e
Serie B
- 2010 4e
Serie B
- 2011 16e
Serie B
- 2012 3e
Serie B
- 2013 1e
Serie B
- 2014 17e
Serie A
- 2015 12e
Serie A
- 2016 6e
Serie A
- 2017 12e
Serie A
- 2018 11e
Serie A
- 2019 11e
Serie A
- 2020 8e
Serie A
- 2021 8e
Serie A
- 2022 11e
Serie A
- 2023 13e
Serie A
- 2024 19e
Serie A
- 2025 1e
Serie B

- Serie A
- Serie B
- Prima Divisione
- Seconda Divisione
- Serie D
- n6
- n5
- n4

### Seizoensresultaten
| Seizoen | Competitie        | Niveau | Eindstand | Coppa Italia | Opmerking                                                                                   |
| ------- | ----------------- | ------ | --------- | ------------ | ------------------------------------------------------------------------------------------- |
| 2000/01 | Serie C2 Girone A | IV     | 12        | --           |                                                                                             |
| 2001/02 | Serie C2 Girone B | IV     | 16        | --           | winnaar play-outs > Faenza 1-0                                                              |
| 2002/03 | Serie C2 Girone B | IV     | 17        | --           | verloor play-outs maar handhaafde zich toch in C2 omdat 5 andere teams geen licentie kregen |
| 2003/04 | Serie C2 Girone A | IV     | 17        | --           | winnaar halve finale play-outs > Pro Vercelli 3-2                                           |
| 2004/05 | Serie C2 Girone A | IV     | 5         | --           | halve finale promotieserie > AS Pizzighettone 1-2                                           |
| 2005/06 | Serie C2 Girone B | IV     | 2         | --           |                                                                                             |
| 2006/07 | Serie C1 Girone A | III    | 2         | 1e ronde     | halve finale promotieserie > Monza Calcio 3-4                                               |
| 2007/08 | Serie C1 Girone A | III    | 1         | --           |                                                                                             |
| 2008/09 | Serie B           | II     | 7         | 4e ronde     |                                                                                             |
| 2009/10 | Serie B           | II     | 4         | 4e ronde     | halve finale promotieserie > Torino FC 2-3                                                  |
| 2010/11 | Serie B           | II     | 16        | 3e ronde     |                                                                                             |
| 2011/12 | Serie B           | II     | 3         | 3e ronde     | halve finale promotieserie > UC Sampdoria 2-3                                               |
| 2012/13 | Serie B           | II     | 1         | 3e ronde     |                                                                                             |
| 2013/14 | Serie A           | I      | 17        | 4e ronde     |                                                                                             |
| 2014/15 | Serie A           | I      | 12        | 8e finale    |                                                                                             |
| 2015/16 | Serie A           | I      | 6         | 4e ronde     |                                                                                             |
| 2016/17 | Serie A           | I      | 12        | 8e finale    |                                                                                             |
| 2017/18 | Serie A           | I      | 11        | 8e finale    |                                                                                             |
| 2018/19 | Serie A           | I      | 11        | 8e finale    |                                                                                             |
| 2019/20 | Serie A           | I      | 8         | 4e ronde     |                                                                                             |
| 2020/21 | Serie A           | I      | 8         | 8e finale    |                                                                                             |
| 2021/22 | Serie A           | I      | 11        | kwartfinale  |                                                                                             |
| 2022/23 | Serie A           | I      | 13        | 1e ronde     |                                                                                             |
| 2023/24 | Serie A           | I      | 19        | 8e finale    |                                                                                             |
| 2024/25 | Serie B           | II     | 1         | 8e finale    | Ligatopscorer: Armand Laurienté (18)                                                        |
| 2025/26 | Serie A           | I      | .         |              |                                                                                             |

### Sassuolo in Europa
#Q = #kwalificatieronde, PO=Play Offs, Groep = groepsfase, T/U = Thuis/Uit, W = Wedstrijd, PUC = punten UEFA coëfficiënten .
Uitslagen vanuit gezichtspunt US Sassuolo
| Seizoen                                                    | Competitie    | Ronde        | Land                 | Club               | Totaalscore | 1e W    | 2e W    | PUC |
| ---------------------------------------------------------- | ------------- | ------------ | -------------------- | ------------------ | ----------- | ------- | ------- | --- |
| 2016/17                                                    | Europa League | 3Q           | Vlag van Zwitserland | FC Luzern          | 4-1         | 1-1 (U) | 3-0 (T) | 7.0 |
|                                                            |               | PO           | Vlag van Servië      | Rode Ster Belgrado | 4-1         | 3-0 (T) | 1-1 (U) | 7.0 |
|                                                            |               | Groep F      | Vlag van Spanje      | Athletic Bilbao    | 5-3         | 3-0 (T) | 2-3 (U) | 7.0 |
|                                                            |               | Groep F      | Vlag van België      | Racing Genk        | 1-5         | 1-3 (U) | 0-2 (T) | 7.0 |
|                                                            |               | Groep F (4e) | Vlag van Oostenrijk  | Rapid Wien         | 3-3         | 1-1 (U) | 2-2 (T) | 7.0 |
| Totaal aantal behaalde punten voor UEFA coëfficiënten: 7.0 |               |              |                      |                    |             |         |         |     |

Zie ook
- Deelnemers UEFA-toernooien Italië
- Ranglijst van alle clubs die in de diverse Europa Cups zijn uitgekomen

## Bekende (oud-)Neroverdi

### Spelers
- Francesco Acerbi
- Domenico Berardi
- Filip Đuričić
- Gian Marco Ferrari
- Timo Letschert
- Manuel Locatelli
- Luca Marrone
- Marcus Pedersen
- Andrea Pinamonti
- Andrea Poli
- Giacomo Raspadori
- Antonio Sanabria
- Ezequiel Schelotto
- Simone Zaza
- Reto Ziegler

### Trainers
- Massimiliano Allegri
- Roberto De Zerbi
- Eusebio Di Francesco
- Stefano Pioli